# Occidryas chuskae
Occidryas chuskae är en fjärilsart som beskrevs av Ferris och Holland 1980. Occidryas chuskae ingår i släktet Occidryas och familjen praktfjärilar. Inga underarter finns listade i Catalogue of Life.